# Высотская, Алёна Александровна
Алёна Алекса́ндровна Высо́тская (26 мая 1980, Дудинка, Красноярский край, РСФСР, СССР) — российская певица, автор-исполнитель, поэт-песенник, композитор.

## Биография
С раннего детства увлекалась музыкой и пением. В 7 лет родители отдали её в школу русского народного танца «Ручеёк» под руководством В. Ивановой, и на протяжении 10 лет она являлась одной из солисток во всех постановках.
В 9 лет начала заниматься вокалом в кружке пения при Доме культуры. Так же в этот период мать отдала её в музыкальную школу по классу баяна к педагогу Л. Морозовой. Через 2 года Высотскую заметил руководитель вокального кружка «Весёлые нотки» Л. Блохина, и она начала заниматься пением более профессионально.
В 13 лет в Клубе порта, где Высотская занималась танцами, открыла свою деятельность вокально-инструментальная группа «Крепкий орешек» под руководством Н. Суржикова, и она стала солисткой этой группы.
Весной 1995 г. окончила музыкальную школу. Увлекалась спортом — бегом, лёгкой атлетикой и стала одной из самых лучших бегуний города на дистанции от 400 метров и выше, занимая только первые места. Осенью того же года набрала свою группу девушек и начала заниматься постановкой танцевальных номеров на музыкальные произведения, которые исполняла.
В 1996 её приглашают работать в ресторан «Дудинка» певицей. Весной 1997 года оканчивает общеобразовательную школу. Высотская уезжает в г. Липецк и поступает в Липецкое музыкальное училище искусств имени Игумнова на эстрадное отделение по классу «саксофон» к В. Морозовскому. В течение 4 лет она принимает участие во всех вокальных конкурсах.
Стала участницей новой липецкой группы «Бриз». После очередного конкурса её заметил В. Дибров[уточнить] и предложил помощь в записи и «раскрутке» по радио. Так Высотская начала перепевать песни рок-исполнителей 90-х годов. Она записывала и свои песни. Её приглашали записывать рекламные ролики, а также на городские мероприятия.
В 2001 году окончила училище и по приглашению О. Н. Непомнящего и А. Непомнящего попала в Москву. При поддержке компании «Jet-Music» стала проектом под названием «ДуША».
В 2002—2003 получила известность благодаря песням и видеоклипам С. Кальварского «Позови меня» и И. Мироновой «Я не болею тобой».
В 2003 стала «Открытием года из России» на рок-фестивале «Чайка» на Украине.
Проект «ДуША» отправил заявку на участие в Евровидении, но поехала группа «Тату».
В 2004 г. «ДуША» проходила отбор на «Фабрику звёзд-5», но осталась в резерве.
В январе 2005 г. «ДуША» в мирном соглашении расторгла контракт с компанией и оставила имя ДуША, меняя его на своё — Алёна Высотская.
В 2005 году Высотская принимала участие в конкурсе «5 Звёзд», который с 7 по 11 июля проходил в Сочи. Она стала обладательницей главного приза от Аллы Пугачёвой.
Л. Долина отметила её как лучшую среди конкурсантов и пригласила к себе в студию для записи любой своей песни.
В 2006 на телеканале СТС вышел сериал «Не родись красивой», главной песней которого стала авторская песня Высотской «Вижу тебя». Песня занимала ведущие полосы хит-парадов.
В том же году Высотская стала лауреатом премии «Песня года 2006» и была награждена дипломом телефестиваля как автор.
24 декабря 2006 года Высотская совместно с компанией «СиДиЛенд» выпустила авторский альбом «Время рождения». Компания заключила контракт на продюсерской основе.
В феврале 2007 года вышел клип на песню «Снегу рада». Осенью на телеканале МузТВ вышел сериал «Любовь не шоу-бизнес», где Высотская играла эпизодическую роль в качестве самой себя.
В 2012 получила звание «Лучший партнёр» FHI в Нью-Йорке.
В 2014 участница ТВ-шоу «Артист» на телеканале «Россия».
2015 — автор и исполнитель песни «Их имена» к фильму «С днём победы» (режиссёр Александр Кондратенко).

## Дискография
| Дата релиза | Название           | Лейбл           |
| 2003        | «Я не болею тобой» | Grimm Brothers  |
| 2006        | «Время рождения»   | CD Land Records |
| 2007        | «Снегу рада»       | CD Land Records |

## Видео
- 2003 — Я не болею тобой
- 2004 — Позови меня
- 2007 — Снегу рада
- 2012 — Это любовь
- 2012 — День и ночь
- 2014 — Их имена
- 2016 — Спасибо, мама
- 2016 — Who is it
- 2018 — Не виновата